# Metropolia Capiz
Metropolia Capiz – jedna z 16 metropolii kościoła rzymskokatolickiego na Filipinach. Została erygowana 17 stycznia 1976.

## Diecezje
- Archidiecezja Capiz
  - Diecezja Kalibo
  - Diecezja Romblon

## Metropolici
- Antonio Frondosa (1976-1986)
- Onesimo Cadiz Gordoncillo (1986-2011)
- Jose Fuerte Advincula (2011-2021)
- Victor Bendico (od 2023)